# Kastell Campona

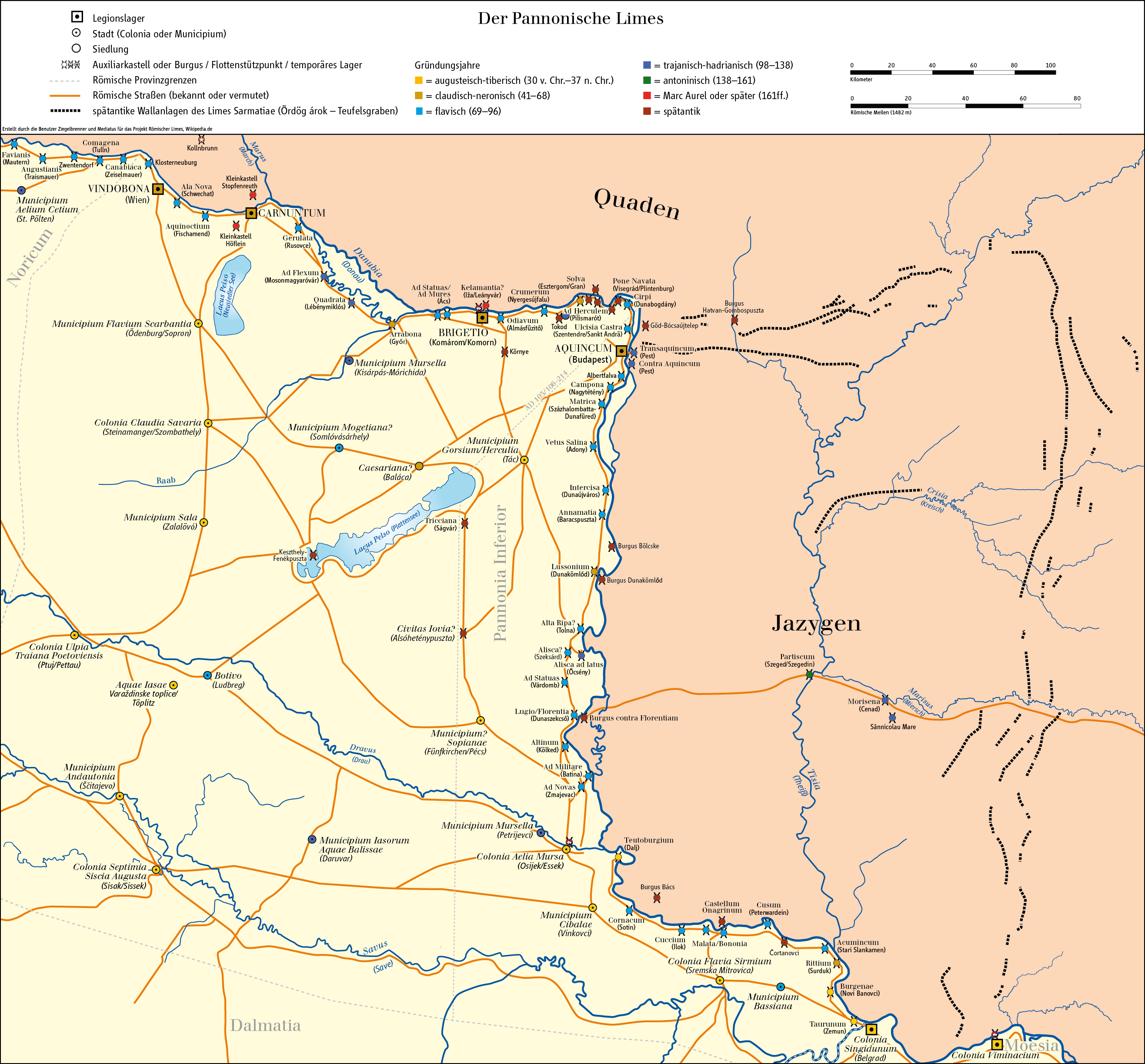
Die Lage von Campona am niederpannonischen Donaulimes

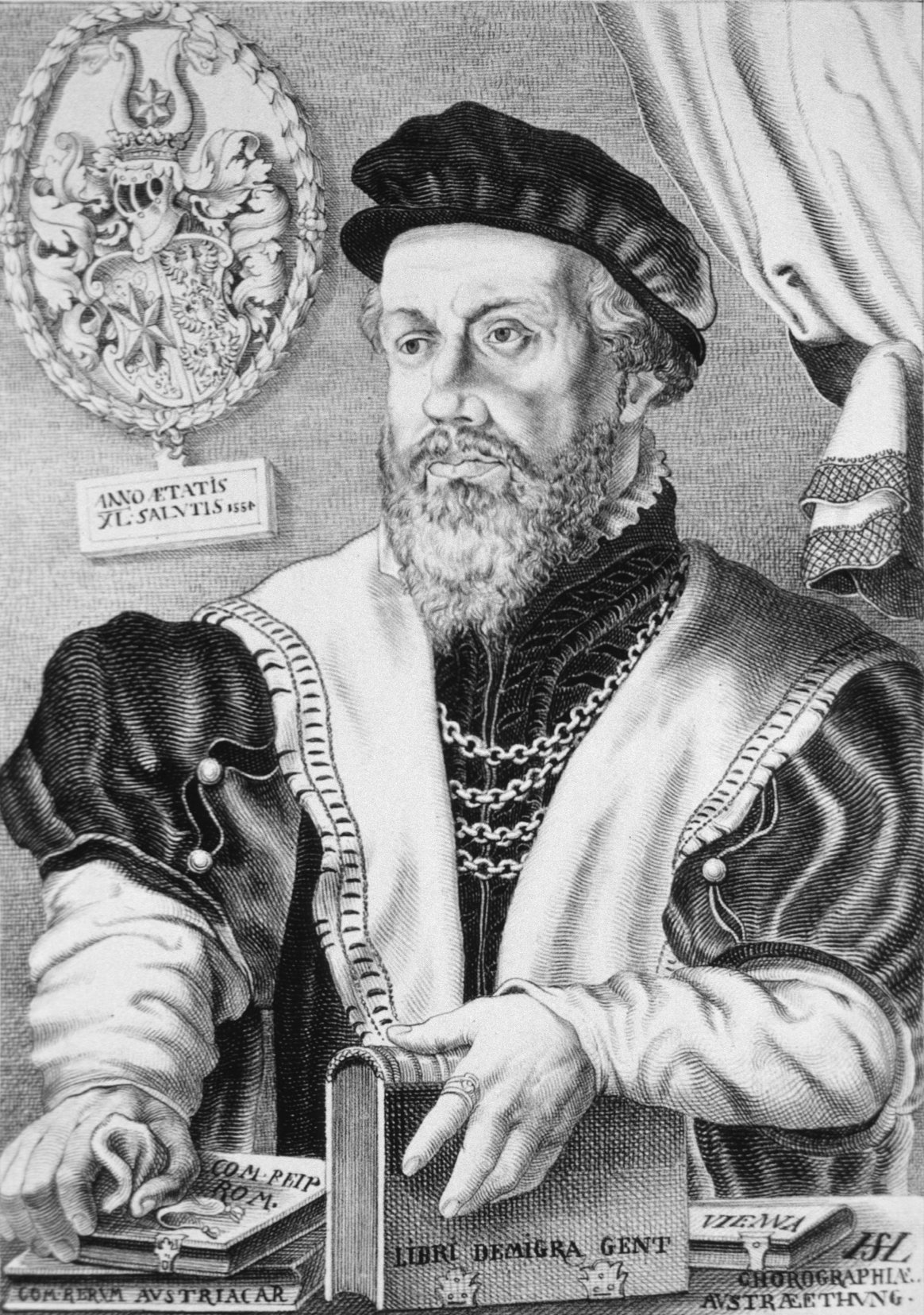
Wolfgang Lazius, Verfasser der ersten Beschreibung des Kastells

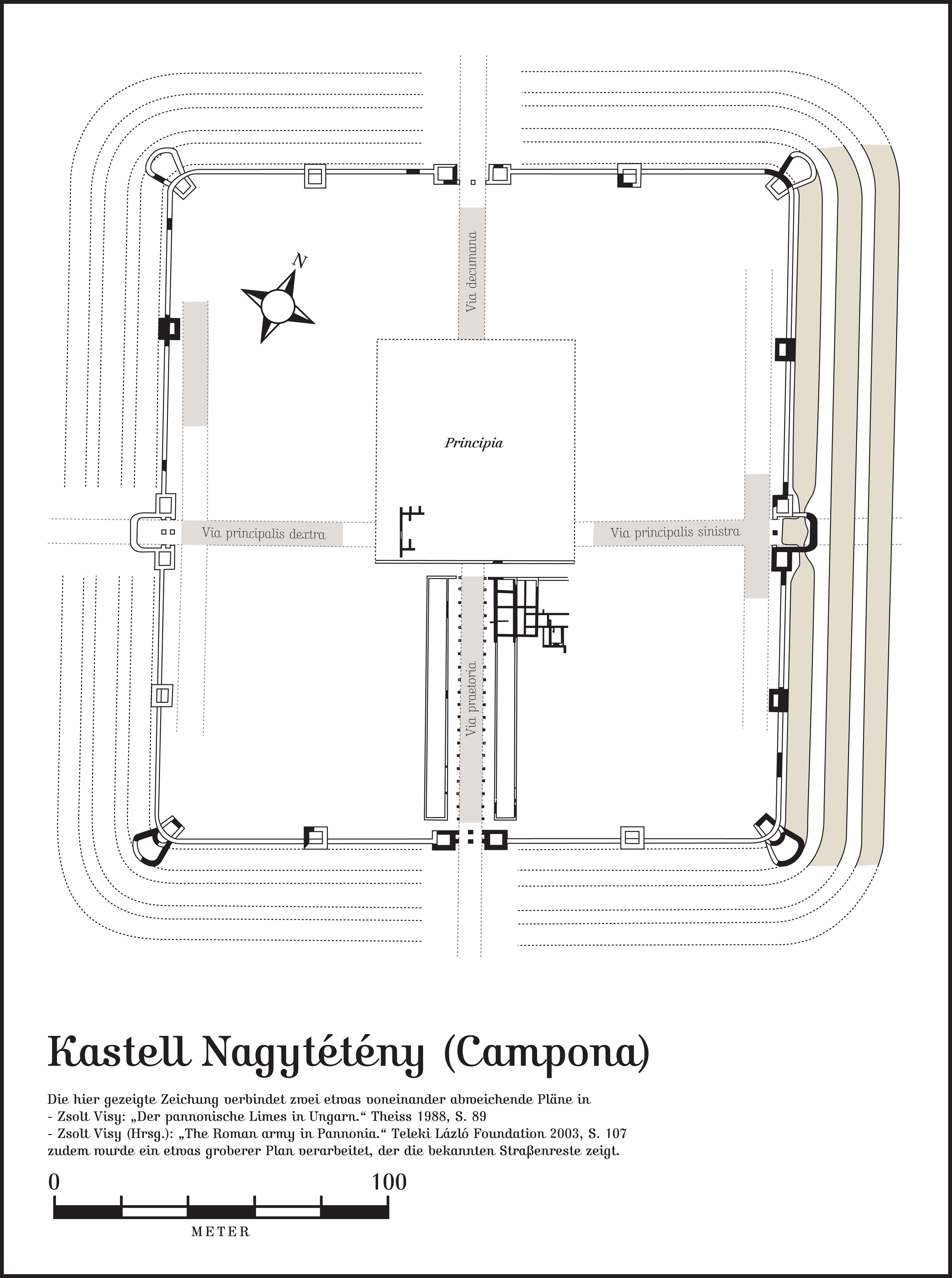
Befundplan des Kastells, Forschungsstand: 1990er Jahre

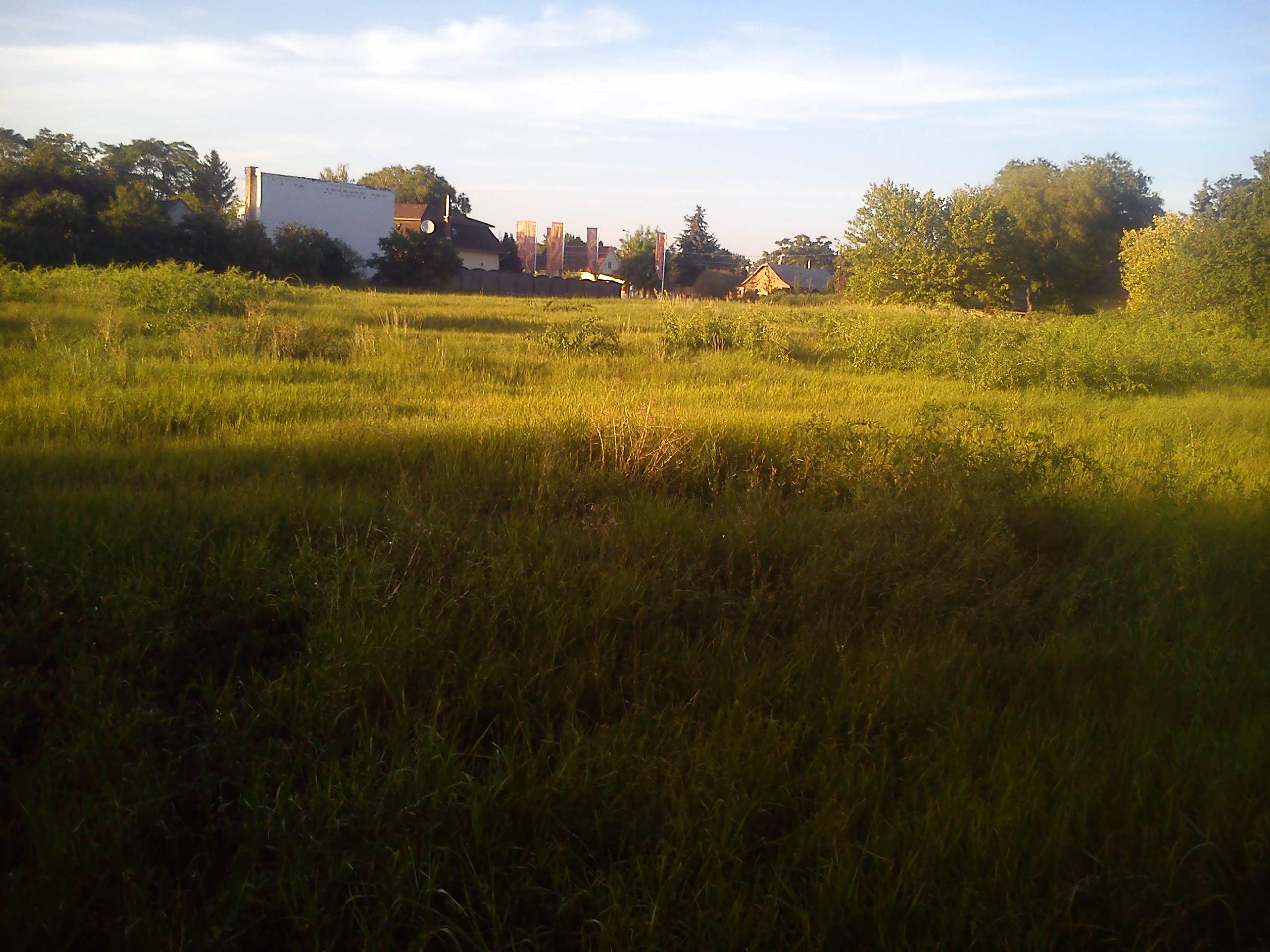
Blick über das Kastellareal zum beflaggten, nordöstlich gelegenen Sankt-Florian-Platz, der 2012/2013 in seiner heutigen Form eingerichtet wurde.

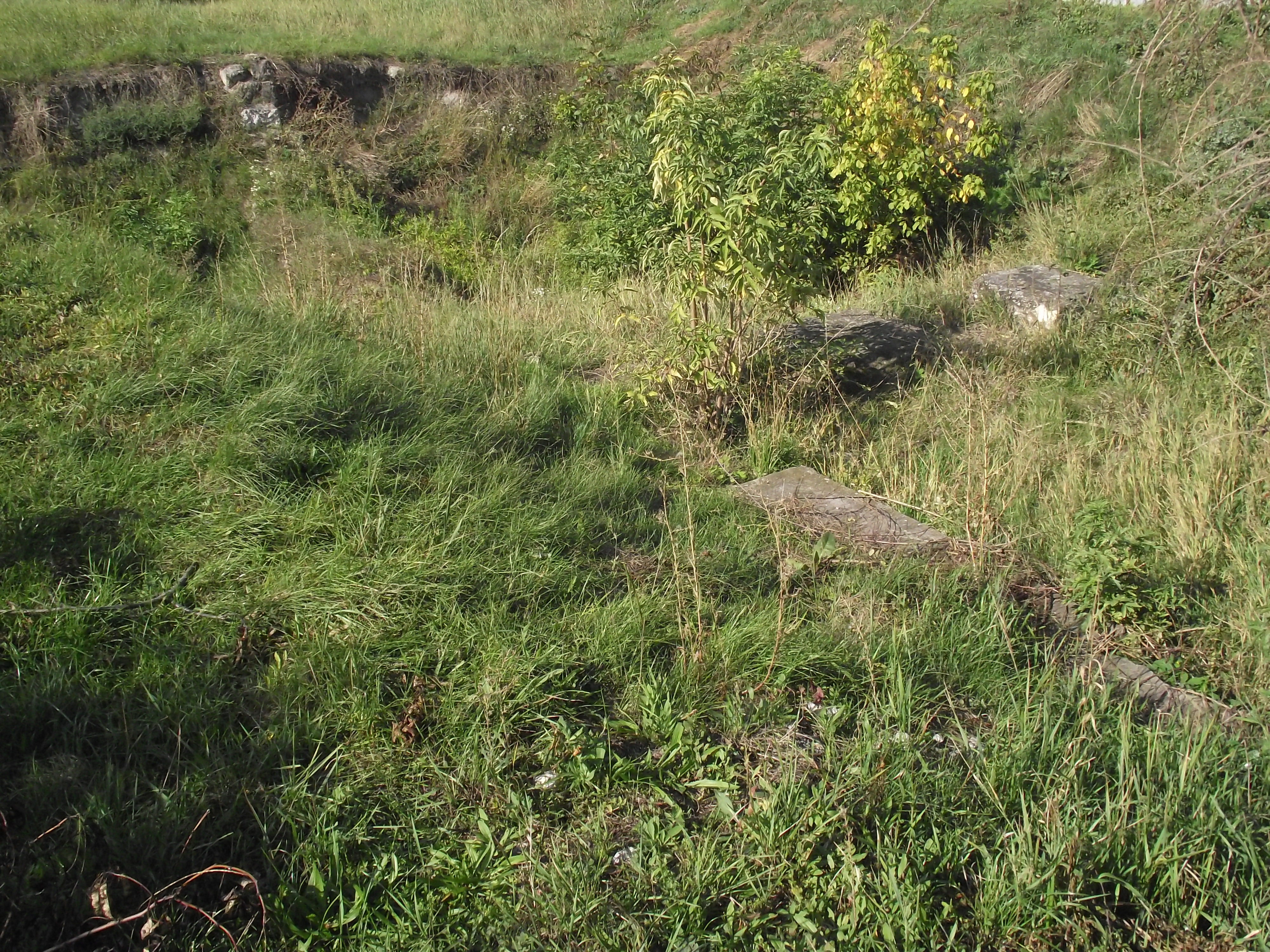
Zustand der Ausgrabungen an der Ecke Via principalis sinistra–Via praetoria, 2013

Das Kastell Campona war ein römisches Reiterlager, dessen Besatzung für Sicherungs- und Überwachungsaufgaben am pannonischen Donaulimes (Limes Pannonicus) zuständig war. Der Strom bildete hier in weiten Abschnitten die römische Reichsgrenze. Das Bodendenkmal liegt im heutigen Nagytétény (deutsch Großteting), einer ehemals selbständigen Gemeinde am südwestlichen Stadtrand der ungarischen Hauptstadt Budapest (XXII. Budapester Bezirk). Das Fundmaterial aus dem Kastell zeugt von einer nachmilitärischen Nutzung durch die Zivilbevölkerung im 5. Jahrhundert. Einen breiten Raum im Fundbestand nimmt auch das relativ reiche Vorkommen an Inschriften, insbesondere von Grabsteinen und Altären, ein.

## Lage
Seit der Jungsteinzeit lässt sich eine kontinuierliche Besiedlung auf dem Gebiet von Nagytétény beobachten. So konnte Alföld-Linearkeramik der Želiezovce-Gruppe, der Bükker Kultur, der Badener Kultur und noch andere frühe Gruppen nachgewiesen werden. Bei der Ausgrabung eines römischen Turms der Wehrmauer fand sich unter den römischen Kulturschichten gleichfalls ein jungsteinzeitliches Hockergrab, das Sándor Gallus jun. erstmals 1936 beschrieb. Später siedelte hier bis in die römische Zeit das spätkeltische Volk der Eravisker, das seinen Hauptsitz auf dem nördlicher gelegenen Gellértberg besaß. Aus Nagytétény sind unter anderem sogenannte Sechspfostenhäuser (Grubenhäuser) dieser Kultur beobachtet worden. Im 20. Jahrhundert wurden im Werk Nagytétény der Budapester Chemischen Werke Lagerstätten mit Bleicherde abgebaut. Das Kastell Campona stand nahe am Donauufer, rund acht Kilometer südwestlich vom nächsten Garnisonsstandort Budapest-Albertfalva entfernt.

## Forschungsgeschichte
Der Garnisonsort, dessen antiker Name in keiner der überlieferten römischen Quellen zu finden ist, geriet aufgrund seiner auch noch nach tausend Jahren – zumindest teilweise – noch aufrechtstehenden Baureste nie gänzlich in Vergessenheit. Der älteste Bericht über das Kastell stammt von dem Wiener Humanisten und Geschichtsschreiber Wolfgang Lazius (1514–1565). Er erwähnte dabei eine mächtige Basilica, deren Überreste damals noch zu sehen waren, identifizierte Campona allerdings noch irrtümlicherweise als Potentiana. Bei der Errichtung des um 1766 in seiner heutigen Form ausgebauten Schlosses Nagytétény (in der Literatur auch unter dem Namen Schloss Großteting bekannt) wurden seine rückwärtigen Gebäude – aufgrund der teilweise noch flurbestimmenden antiken Strukturen – exakt am Rand der östlichen Wehrmauer aufgezogen und überdecken deshalb auch nicht das Kastellareal. Während der Trassierung der Eisenbahnlinie zwischen Budapest und Fünfkirchen im 19. Jahrhundert kamen östlich des Kastells – zwischen den einstigen Kastellgräben und dem Donauufer – im Bereich des Vicus (Lagerdorf) – auch eine große Anzahl an Steindenkmälern, einige Sarkophage, die Überreste einer Wagenbestattung und diverse Grabbeigaben ans Tageslicht.
Die ersten wissenschaftlichen Ausgrabungen im Kastellareal setzten ab 1935 unter der Leitung des Provinzialrömischen Archäologen István Paulovics (1892–1952) ein. Seine von ihm aus dem Lager und dem umgebenden Vicus geborgenen Funde wurden jedoch bedauerlicherweise im Zweiten Weltkrieg zerstört. Ein wichtiges Ergebnis seiner Untersuchungen war u. a. die zweifelsfreie Identifizierung des Lagers als das antike Campona. Dieser Name konnte bis heute nur an der Fundstelle selbst inschriftlich nachgewiesen werden. Eine Forschergeneration später trat Ferenc Fülep (1919–1986) die Nachfolge Paulovics’ an. Fülep war in den Jahren 1949 und 1952 sowie zwischen 1954 und 1957 in Campona tätig und schloss seine Feldforschungen 1960 mit einer umfangreichen Grabung ab. An eine Rettungsgrabung 1995 schloss sich ab Juli 1996 wieder eine größere Grabungskampagne im Kastellareal an, die von dem Provinzialrömischen Archäologen László Kocsis geleitet wurde. Das Kastell ist heute zum größten Teil überbaut. Lediglich der Bereich des Vorlagers, die sog. Praetentura, blieb als Forschungs- und Grabungsareal erhalten. Die dort gelegenen Baureste, wie die Mauerstümpfe eines direkt an der Kreuzung der Via praetoria mit der Via principalis situierten Gebäudes sowie die Fundamente der Porta principalis sinistra (Osttor) und der Porta praetoria (Südtor) wurden konserviert und der Öffentlichkeit zugänglich gemacht.

## Baugeschichte

### Wehrmauer, Tore und Türme
Das frühe Holz-Erde-Kastell wurde von der aus Aquincum (Budapest) abkommandierten germanischen Ala I Tungrorum Frontoniana möglicherweise noch während der letzten Regierungsjahre des Kaisers Domitian (81–96) auf dem Siedlungsgebiet der Eravisker, das damals zur Provinz Pannonia inferior (Unterpannonien) gehörte, errichtet. Kocsis datierte den Erbauungszeitraum in das frühe 2. Jahrhundert.
Der Ausbau des Kastells in Stein erfolgte durch die aus Thrakien stammende Ala I Thracum veterana sagittariorum cives Romanorum. Während viele Forscher diese Umbauten in die Frühzeit der Herrschaft von Kaiser Antoninus Pius (138–161) taxieren, sieht Kocsis die Zerstörung des Kastells während der Markomannenkriege (166–180) als Ursache für den Ausbau in Stein an.
Die Ausgrabungen von Paulovics und Fülep lieferten zahlreiche Belege der beiden Bauphasen. Anhand dieser Befunde wurde sehr bald deutlich, dass das rechteckige, 178 × 200 Meter große Steinkastell direkt über den einplanierten Resten des Holz-Erde-Lagers errichtet worden war. Die Fortifikation besaß den für römische Militärbauten dieser Zeit typischen Grundriss mit abgerundeten Ecken (Spielkartenform) und war mit einem doppelten Wehrgraben umgeben. In den vier Ecken stand je ein trapezförmiger Turm, der zeitgleich mit dem Bau der Wehrmauer – jedoch erst nach deren Vollendung – errichtet worden war. Der Bauplan sah auch je ein Tor an den beiden Längs- und Breitseiten vor, das von je zwei 4 × 3,5 Meter großen, quadratischen Türmen flankiert wurde. Die Prätorialfront mit der Porta praetoria war dem Feind zugewandt. In Campona waren dies die sarmatischen Jazygen, die im – am gegenüberliegenden Donauufer gelegenen – Barbaricum siedelten. Alle vier Durchfahrten waren doppelspurig ausgeführt und in der Mitte durch eine Spina (Trennmauer) voneinander separiert. Die Porta principalis sinistra maß insgesamt 21,1 × 5,3 Meter.
In einer späteren Umbauphase scheint das Kastell noch mit zwei zusätzlichen Zwischentürmen an jeder seiner vier Flanken ausgestattet worden zu sein. Dazu wurde die Wehrmauer in der gewünschten Turmbreite niedergelegt und dann der um eine Mauerbreite aus der Umwehrung vorspringender Zwischenturm eingebaut. Am Ende des 2. oder zu Beginn des 3. Jahrhunderts wurde vor die beiden Ecktürme an der Prätorialfront noch ein halbrunder Turm angebaut. Wie Fülep nachweisen konnten, waren baugleiche Exemplare auch an dem nordwestlichen und nordöstlichen Eckturm an der Dekumanfront (Rückseite) vorhanden, diese wurden bei der späteren Errichtung der nachfolgenden mächtigen fächerförmigen Türme fast vollständig abgebrochen.
Der Bau dieser an vielen Donaukastellen nachweisbaren Fächertürme, die aus allen Ecktürmen fächerförmige Bastionen machten, geschah in Campona möglicherweise aufgrund schwerer Verwüstungen, die unter anderem durch einen in diesem Raum gestoppten Angriff der Jazygen während der Regierungszeit Konstantins des Großen (306–337) im Jahr 322 verursacht worden waren. Die Bauarbeiten könnten jedoch auch in die nachfolgenden Jahre vor der Mitte des 4. Jahrhunderts datieren. Eine in Zusammenhang mit gleichen Umbauten am Kastell Annamatia geborgene Münze aus der Regierungszeit des Kaisers Konstantin II. (337–340) könnte dabei den Terminus post quem liefern. Da die Fächertürme weit aus der Kastellmauer und dabei bis in den Bereich des inneren Kastellgraben ragten, musste dieser zugeschüttet werden. Er wurde durch einen etwas weiter entfernten Doppelgraben ersetzt. Die Ziegel für die damaligen Umbauarbeiten lieferte die in Aquincum stationierte Legio I Adiutrix (1. Legion „die Helferin“).
In dieselbe Zeit oder etwas später datiert der Verschluss der beiden Tore an den Längsseiten, der Porta principalis sinistra und der Porta principalis dextra, die mit einer U-förmigen Vormauer beziehungsweise einem entsprechenden Turm verschlossen wurden. Im Schutt der U-förmigen Vermauerung an der Porta decumana in Baracspuszta fand der Archäologe Péter Kovács 2005 insgesamt 50 gestempelte Ziegel des damaligen Oberkommandeurs der Provinz, Terentius, was eine ganz konkrete zeitliche Zuordnung dieser Baumaßnahme während der Regierungszeit des Kaisers Valentinian I. (364–375) zumindest für diesen Garnisonsort möglich macht.
Eine Renovierungsphase lässt sich für Nagytétény während der Regierungszeit des Kaisers Valentinian I. (364–375) tatsächlich nachweisen. Diese hängt möglicherweise jedoch mit einem Angriff der Quaden und Jazygen zusammen, der mit einer politisch völlig verfehlten Grenzpolitik des Kaisers und der heimtückischen Ermordung des Quadenkönigs Gabinius während eines vom damaligen Oberbefehlshaber der pannonischen Provinz Valeria, Marcellianus, gegebenen Gastmahls zusammenhängt. Die Angreifer konnten zwar 375 von den Römern wieder zurückgeschlagen werden, die Kämpfe hatten aber eine großflächige Verheerung des pannonischen Grenzlandes zur Folge. Wie der Archäologe Endre Tóth jedoch einschränkte, können die spätantiken Umbauten an der Umwehrung von Nagytétény nicht mit einem historischen lokalen Einzelereignis zusammenhängen, da gleiche und ähnliche Baumaßnahmen an vielen anderen Donaukastellen erfolgten.

### Innenbebauung
Fülep legte kleinere Abschnitte der Innenbebauung, insbesondere der Principia, das Stabsgebäude der Garnison, frei. Es konnten mehrere Bauphasen festgestellt werden, wobei aber viele Fragen noch ungeklärt bleiben. Im Boden der frühen nachrömischen Kulturschicht an den Principia – vom Ende des 4. Jahrhunderts – zeichneten sich neben einer Pfostengrube die Umrisse sarmatischer bzw. hunnischer Wohnhäuser ab. In zwei Häusern fanden sich in situ auch noch die Reste von Herdstellen.
Auch die Funktion eines vor den Principia an der zum Haupttor führenden Via praetoria gelegenen steinernen Gebäudes konnte noch nicht geklärt werden. Kocsis konnte während seiner Untersuchungen weiters feststellen, dass die Via praetoria von der Porta praetoria bis zum Stabsgebäude an beiden Seiten von einer repräsentativen, 7,70 Meter breiten Kolonnade flankiert wurde.
Wahrscheinlich wandelte sich das Kastell gegen Ende der römischen Herrschaft, wie viele andere Kastelle am Donaulimes auch, in ein Oppidum. Diverse Funde belegen eine Weiternutzung des Kastellgeländes durch die Zivilbevölkerung im 5. Jahrhundert.

## Truppe
Folgende Garnisonseinheiten sind für Campona bekannt:
| Zeitstellung                  | Truppenname                         | Bemerkung |
| ----------------------------- | ----------------------------------- | --- |
| Ende 1./frühes 2. Jh. n. Chr. | Ala I Tungrorum Frontoniana         | Die 500 Mann starke erste Ala der Tungerer mit dem Beinamen Frontoniana wurde als Ablösung der Cohors Silaucensium während der frühclaudischen Zeit am niedergermanischen Rheinlimes zunächst im Kastell Asciburgium stationiert und lässt sich noch bis 71 n. Chr. in Niedergermanien nachweisen. Anschließend kam die Ala nach Dalmatien, wurde in der Folge nach Pannonien verlegt und erbaute 73 n. Chr. das Auxiliarkastell von Aquincum. Um das Jahr 80 lag die Einheit möglicherweise in der oberpannonischen Provinzhauptstadt Carnuntum. Der Epigraphiker Barnabás Lőrincz (1951–2012) ging 2001 davon aus, dass die Tungrer noch bis 89 dort stationiert waren. Die Truppe nahm von 85 bis 92 nachweislich an den Dakerkriegen des Kaisers Domitian (81–96) teil, und wurde unter Kaiser Trajan nach Campona verlegt, um 105 nach Intercisa verschoben zu werden. |
| ab 138 n. Chr.                | Ala I Thracum veterana sagittaria ? | Die erste Bogenschützen-Ala der thrakischen Veteranen wurde vor dem Partherkrieg Trajans, möglicherweise im Jahr 106 in die Provinz Oberpannonien verlegt und operierte während seiner Regierungszeit höchstwahrscheinlich im Raum Carnuntum. Als ihr dortiges Quartier käme das Kastell Ala Nova im heutigen Schwechat in Frage. Anschließend wurden die thrakischen Reiter bis um 118/119 im Kastell Intercisa (Dunaújváros) kaserniert und sollen laut Lőrincz ab 138 nach Campona abkommandiert worden sein. Die ehemalige Direktorin der Römischen Abteilung des Römisch-Germanischen Zentralmuseums, Barbara Pferdehirt, hat diese Annahmen jedoch zurückgewiesen, da keine Ala dieses Namens aus den beiden Pannonien der Prinzipatszeit bekannt sei. Sie schlägt hingegen vor, in diesem Zusammenhang die für Oberpannonien gut belegte Ala I Thracum Victrix heranzuziehen. Eine Ala I Thracum veterana beziehungsweise Ala I Thracum wird indes auf einer zwischen 198 und 222 entstandenen Inschrift aus Nagytétény genannt. Von dort ist auch der Ehrenname Antoniniana überliefert, den die Einheit zeitweilig führte. |
| 4. Jahrhundert                | Equites Dalmatae                    | Diese in der Spätantike in Campona stationierte Einheit dalmatinischer Reiter ist nur aus der Notitia dignitatum bekannt. Sie scheint dort in der Truppenliste des Dux provinciae Valeriae auf. |

## Vicus und Gräberfeld
Paulovics legte während seiner Grabungen in der zweiten Hälfte der 1930er Jahre im Bereich des Lagerdorfes einen Mithrastempel frei. Östlich des Kastells konnte ein Gräberfeld des 3. und 4. Jahrhunderts verortet werden.

## Nachrömische Entwicklung
In Campona lassen sich in den turbulenten Jahrzehnten vor der endgültigen Räumung der pannonischen Provinzen durch die römischen Truppen im Jahr 433 auch hunnische Spuren nachweisen. Ab dem 6. Jahrhundert siedelten sich Awaren im Umfeld der römischen Ruinen an, denen kurze Zeit später die Slawen folgten.

## Wichtige Funde

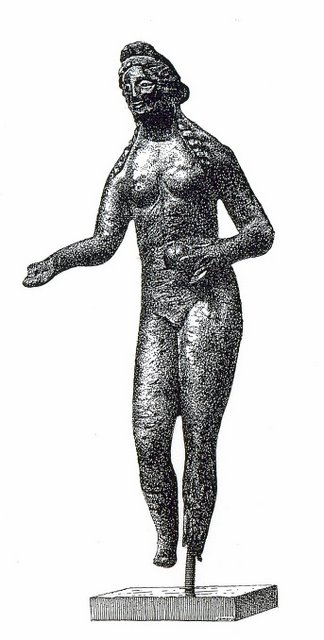
Die „Venus von Campona“.

### Venus von Campona
1953 stieß Fülep bei der Untersuchung eines Raums, der senkrecht an die Via principalis angrenzte, auf eine 18,3 Zentimeter hohe Statuette der Liebesgöttin Venus. Das offensichtlich in einer pannonischen Künstlerwerkstatt hergestellte Figürchen trug die porträthaften Züge der Kaisergemahlin Faustina (?) und lag im Brandschutt einer Zerstörungsschicht, die sich in die Herrschaftsjahre des Kaisers Mark Aurel (161–180) datieren ließ. Wahrscheinlich stammt es aus der Zeit der Markomannenkriege.

### Münzhort
Noch vor Einsetzen der ersten wissenschaftlichen Grabungen wurde 1887 an der Zsákstraße, die parallel zwischen der einstigen westlichen Wehrmauer und der Via praetoria verläuft, ein aus rund 10.000 Kleinbronzemünzen bestehender Hortfund aus dem 4. Jahrhundert entdeckt. In ungarischen Forscherkreisen wird vermutet, dass es sich dabei um die Truppenkasse der Kastellgarnison handelt. Auf zahlreichen Exemplaren sind unter anderem variierende Abbildungen eines befestigten Lagertores geprägt, weiters tragen sie die Legende Providentiae Augg oder Caess und stammen ausnahmslos aus der Regierungszeit Kaiser Konstantins des Großen (324–337). Münzemissionen, die auch seinen Sohn und Nachfolger Constans nennen, fehlen jedoch, sie wurden erstmals im Dezember 333, im Zuge seiner Ernennung zum Caesar, herausgegeben. Vermutlich wurde die Truppenkasse noch vor diesem Ereignis verborgen. Die zeitliche Zuordnung des Hortes hängt vermutlich mit einem historisch belegten Einfall der Sarmaten im Jahr 333 zusammen. Er befindet sich heute im Ungarischen Nationalmuseum in Budapest.

### Steindenkmäler
Die Steindenkmäler, insbesondere jene, an denen sich Inschriften fanden, nehmen einen breiten Raum im Bestand des Fundmaterials ein. Aus ihnen können unter anderem verschiedene soziale, gesellschaftliche, militärhistorische und ethnische Gesichtspunkte abgeleitet werden, die das Leben im römischen Campona über viele Generationen hinweg prägten.

### Meilenstein
Ein im Jahr 229 entstandener Meilenstein aus Nagytétény nennt eine Entfernung nach Aquincum von 14 (oder neun?) römischen Meilen:
Imp(erator) Caes(ar)

M(arcus) Aur(elius) [Sev]erus

Alex[ander P(ius) F(elix)]

Aug(ustus) po[nt(ifex)] max(imus)

trib(unicia) pot(estate) VIIII

co(n)s(ul) III p(ater) p(atriae)

restituit

ab Aq(uinco)

m(ilia) p(assuum) XIV
Übersetzung: „Der Imperator Caesar Marcus Aurelius Severus Alexander, der fromme und glückliche Augustus, oberster Priester, zum neunten Mal Inhaber der tribunizischen Gewalt, dreimal Konsul, Vater des Vaterlandes, [hat diese Straße] wiederhergestellt, 14 Meilen von Aquincum“

## Fundverbleib

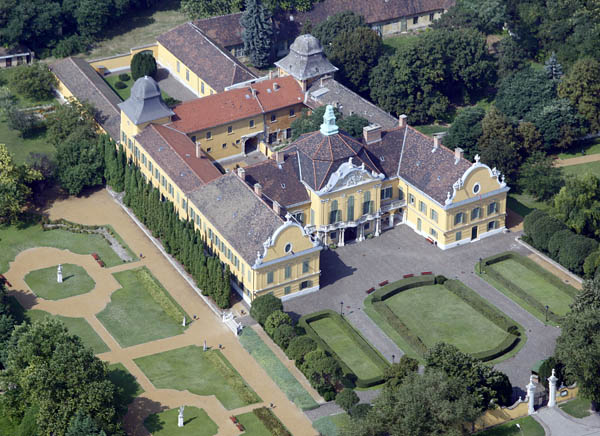
Schloss Nagytétény

Das Fundmaterial aus den Grabungen befindet sich heute im Ungarischen Nationalmuseum in Budapest. Die Steindenkmäler, darunter die Inschriften, Sarkophage und Mitrasreliefs können im Lapidarium des Schlossmuseums von Nagytétény (Nagytétényi Kastélymúzeum) im Barockschloss nahe am Kastell besichtigt werden.

## Limesverlauf zwischen dem Kastell Campona bis zum Kastell Matrica
| Strecke | Name/Ort                                                              | Beschreibung/Zustand |
| ------- | --------------------------------------------------------------------- | --- |
| 5       | Érd-Ófalu (Burgus Campona 1)                                          | Am Südende von Érd-Ófalu steigt das Gelände zu einer Hochebene an. In einem Bereich gegen Ende des Anstiegs ist ein weiter Blick nach Norden und Osten möglich. Die auch zu Beginn des 21. Jahrhunderts nicht ausgebaute Straße verläuft in südwestlich-nordöstliche Richtung. Sie führt in diesem Bereich durch einen von zwei Höhen flankierte Einschnitt hinauf zum Plateau. An ihrem Anstieg heißt die Trasse heute „Römerstraße“. Sie ist höchstwahrscheinlich deckungsgleich mit der antiken Limesstraße. Der strategische Vorteil dieser Lage wurde vermutlich von den Römern genutzt. Einer der Pioniere der ungarischen Archäologie, Janos Erdy, (1796–1881) hatte daher als erster vorgeschlagen, hier, an der Nordostseite der Straße, einen Wachturm zu vermuten. Doch weder auf Luftbildern, noch bei Feldbegehungen konnten bisher Nachweise für eine archäologische Fundstelle erbracht werden. Kurz hinter Campona 1 teilte sich die Limesstraße in zwei Äste, die anfangs fast parallel zueinander verliefen. Die westliche Abzweigung verlief nördlich von Dunafüred deutlich stärker in südwestliche Richtung, als die besser erhaltene südliche Trasse. |
| 5       | Szazhalombatta, Fehérkereszti út – Weißkreuzstraße (Burgus Campona 2) | Ein Luftbild aus dem Jahr 1955 ist im Grenzgebiet der Gemeinde Szazhalombatta für archäologische Prospektionen sehr aufschlussreich. Ein erster darauf erkennbarer möglicher Wachturm zeigt sich durch schwache Bodenverfärbungen an der Westseite der östlichen Limesstraße. Sein erkennbarer Graben begrenzt eine rund 38 × 38 Meter große Fläche und ist rund fünf Meter breit. Im Mittelpunkt dieser Umwehrung befindet sich eine dunkle Verfärbung, welche bei Luftaufnahmen typisch für den Standort des eigentlichen Wachturms ist. Eine hellere, 54 × 54 Meter große Struktur außerhalb des genannten Grabenbereichs könnte sich auf einen weiteren Graben beziehen. |
| 5       | Burgus Campona 3 Külső újföldek-Flur (= Äußere-Neuland-Flur)          | Rund 520 Meter südlich von Campona 2 könnte sich nach dem Luftbild von 1955 ein weiterer Wachturm befunden haben. Auch er hätte an der Westseite der Limesstraße gestanden. Hier umfasst der mutmaßliche Graben einen rund 32 Meter großen Bereich. Eine weitere, äußere Struktur mit einer Größe von 48 × 48 Metern, könnte wie im Fall Campona 2 einen weiteren Graben darstellen. |
| 5       | Burgus Campona 4 Hosszü-Flur (= Lange Flur)                           | Der Burgus Campona 4 ist der dritte mögliche Turm, den das 1955 aufgenommene Luftbild zeigt. Rund 1.100 Meter südlich von Campona 3 finden sich seine Spuren. Die Anomalien orientieren sich an einem östlich verlaufenden Feldweg, der vermutlich mit der antiken Limesstraße zusammenfällt. Es zeigt sich ein viereckiger Doppelgraben, wobei der äußere an seiner Außenseite rund 48 × 48 Meter und der innere rund 30 × 30 Meter umfasst. Eine dunkle Verfärbung im Zentrum der Umfassungsgräben könnte den Standort des eigentlichen Wachturms markieren. |
| 5       | Dunafüred                                                             | Das Kastell lag auf einem in der Antike stark versumpften Areal südlich von Dunafüred. |

## Denkmalschutz
Die Denkmäler Ungarns sind nach dem Gesetz Nr. LXIV aus dem Jahr 2001 durch den Eintrag in das Denkmalregister unter Schutz gestellt. Die römischen Fundstellen in Nagytétény und Umgebung gehören als archäologische Fundstätten nach § 3.1 zum national wertvollen Kulturgut. Alle Funde sind nach § 2.1 Staatseigentum, egal an welcher Stelle der Fundort liegt. Verstöße gegen die Ausfuhrregelungen gelten als Straftat bzw. Verbrechen und werden mit Freiheitsentzug von bis zu drei Jahren bestraft.